# جيف ريد (لاعب كرة قاعدة)
جيف ريد (بالإنجليزية: Jeff Reed)‏ هو لاعب كرة قاعدة أمريكي، ولد في 12 نوفمبر 1962 في جوليت في الولايات المتحدة.

## وصلات خارجية
- جيف ريد على موقعبيزبول رفرنس.كوم (الدوري الرئيسي) (الإنجليزية)
- جيف ريد على موقعبيزبول رفرنس.كوم (الدوري الثانوي) (الإنجليزية)
- جيف ريد على موقع مشجعي الرسوم البيانية (الإنجليزية)